# 헤이스팅스강쥐
헤이스팅스강쥐(Pseudomys oralis)는 쥐과에 속하는 설치류의 일종이다. 오스트레일리아에서만 발견된다.

## 특징
평균 꼬리 길이 약 140mm를 제외한 몸길이가 약 145mm이다. 대부분의 다른 생쥐류보다 약간 크다. 몸무게는 약 92g 정도이다.

## 서식지
헤이스팅스강쥐는 필요에 따라 배수관을 축축하고 습한 환경을 좋아한다. 땅에 가까이 나무 구멍 속 둥지에서 발견될 수 있으며, 유칼립투스 숲을 가장 좋아하며 다양한 식물 재료로 만들어진 둥지에서 생활한다. 헤이스팅스강쥐가 다른 종과 함께 생활하는 지 또는 홀로 생활하는 지는 알려져 있지 않지만, 땅에 가까운 곳의 구멍 속에서 서식하며 가장 잘 알려진 둥지는 나무 구멍이다.